# Governo Reformado da República da China
Governo Reformado da República da China (chinês: 中華民國維新政府, Zhōnghuá Mínguó Wéixīn Zhèngfǔ ou em japonês:  中華民国政府改革, literalmente: "Chūkaminkoku seifu kaikaku") foi um governo provisório chinês protegido pelo Japão que existiu entre 1938 a 1940 durante a Segunda Guerra Sino-Japonesa.

## História
Após a retirada das forças do Kuomintang de Nanquim em 1938, após sua derrota na Batalha de Nanquim, o Quartel-General Imperial japonês autorizou a criação de um regime colaboracionista para dar a aparência de controle local, ao menos nominal, ao longo da China central e meridional ocupada pelos japoneses. O norte da China já estava sob uma administração separada, o Governo Provisório da República da China, desde dezembro de 1937.
O Governo Reformado da República da China foi estabelecido por Liang Hongzhi e outros em 28 de março de 1938, e foi atribuído o controle das províncias de Jiangsu, Zhejiang e Anhui, bem como os dois municípios de Nanquim e Xangai. Suas atividades eram cuidadosamente prescritas e supervisionadas por "assessores" fornecidos pelos japoneses através do Exército Expedicionário da China. O fracasso dos japoneses em dar qualquer autoridade real ao Governo Reformado o desacreditou aos olhos dos habitantes locais, e fez a sua existência utilitária somente para propaganda limitada às autoridades japonesas. 
O Governo Reformado seria, juntamente com o Governo Provisório da República da China, incorporado ao Governo Nacional Reorganizado de Wang Jingwei baseado em Nanquim  em 30 de março de 1940.